# Frkuljevec Peršaveški
Frkuljevec Peršaveški est un village de la municipalité de Mače (comitat de Krapina-Zagorje) en Croatie. Au recensement de 2011, le village comptait 54 habitants.